# José Saramago
José de Sousa Saramago, GCSE, portugalski pisatelj, dramatik, novinar in komunist, * 16. november 1922, Azinhaga, Santarém, Portugalska, † 18. junij 2010, Tías, Las Palmas, Španija.
Leta 1998 je prejel Nobelovo nagrado za književnost.